# Agrostis clarkei
Agrostis clarkei é uma espécie de gramínea do gênero Agrostis, pertencente à família Poaceae.